# Der Bienenstock
Der Bienenstock. Blätter des Aufbau-Verlages ist eine Werbezeitung des Aufbau-Verlags. Sie wurde von dem Schriftsteller und Verleger Heinrich F. S. Bachmair (1889–1960) begründet und erschien erstmals im September 1953 in Deutschland.
Die Zeitschrift wurde durch die Publikation Neue Promenade ersetzt, die von 1996 bis 2009 erschien.

## Einzelbelege
1. ↑  Simone Rath: Der Aufbau-Verlag und Die Wende. GRIN Verlag, 2008, S. 46 (eingeschränkte Vorschau in der Google-Buchsuche – Magisterarbeit).